# 许葆初
许葆初，清末民国金融家、美国银行买办，宁波许氏买办家族第三代传人。

## 生平
祖籍浙江宁波府，生于上海，在浙江湖州亦有庞大家业。祖父许春荣是清末上海大买办，前后任德商、美商洋行买办。父亲许杏泉在一战前为德华银行买办。许葆初继承家族买办事业，先任美国加拿大合资之汇兴银行（Park-Union Foreign Banking Corporation，今已不存）买办，许的任期1920年至1921年。
1919年，总部位于美国纽约的派克银行和加拿大合众银行合资成立汇兴银行，总部设于美国纽约。1919年10月1日，在远东开设分行，远东分行总行位于上海，原始资本200万美元，邀宁波许氏买办世家之长孙许葆初任该行买办。但许氏就任后，汇兴银行在华经营不佳。1922年3月14日，汇兴银行在美国纽约开董事会决定在华停业，其在华各地业务均由友华银行接管。1922年4月1日，汇兴银行上海分行终与友华银行上海分行合并，之后友华银行再于1924年被花旗银行兼并。许主持汇兴银行在华业务时，曾决议在上海发行汇兴银行纸币，有伍圆、拾圆、伍拾圆3种面额纸币，由美国印钞公司制作，但于1922年印出后，汇兴银行即因经营不善面临停业，故已印出的钞票仅以样票存世，没有流通的价值，现成为收藏品，出现于各大艺术品拍卖行。
1920年7月10日，是“孔教会”发起人之一。许后转至美国运通银行任买办，该行于1918年创办，许的任期1922年至1937年。又于上海创办湖州絲業銀行，任總辦。